# Metaloricaria
Metaloricaria – rodzaj słodkowodnych ryb sumokształtnych z rodziny zbrojnikowatych (Loricariidae). Spotykane w hodowlach akwariowych.

## Zasięg występowania
Północno-wschodnia część Ameryki Południowej:  Gujana Francuska i Surinam.

## Klasyfikacja
Gatunki zaliczane do tego rodzaju:
- Metaloricaria nijsseni
- Metaloricaria paucidens

Gatunkiem typowym jest Metaloricaria paucidens.